# Агабаев, Реджепмурад
Реджепмурад Агабаев (род. 1 августа 1973, Келеджар, Геок-Тепинский район, Туркменская ССР, СССР) — туркменский футболист, нападающий ряда туркменских и казахстанских команд, тренер.

## Биография
Воспитанник известного туркменского и российского тренера Курбана Бердыева.
В начале 1990-х выступал в туркменских клубах «Небитчи» и «Ниса».
С 1994 выступал за сборную Туркменистана. Играл в отборочных играх к ЧМ-98, ЧМ-02, ЧМ-06.
В 1999 отдан в аренду в казахский «Кайрат СОПФК». После годичной аренды вернулся в «Нису», однако вскоре снова уехал в Казахстан.
Играл за «Атырау» и «Есиль-Богатырь». В казахстанском чемпионате стал одним из самых результативных легионеров и вошёл в число 22-х лучших легионеров в истории чемпионатов Казахстана по версии сайта «Рrosports.kz». По итогам проведения чемпионатов в казахстанской Премьер-лиге, стал одним из самых результативных бомбардиров, отличившись 24 голами в чемпионате Казахстана 1999 года.
В 2005 году принял гражданство Казахстана.
В 2006 вернулся в Туркменистан, выступал за «Ашхабад», где и завершил карьеру игрока.
С 2010 тренер «Небитчи»/«Балкан».
26 октября 2017 года спортивным журналистом Виктором Хохлюком был создан клуб бомбардиров-легионеров казахстанских команд, названный в честь бразильского нападающего Нилтона Мендеса, который первый среди легионеров сумел забить 100 мячей за казахстанские футбольные клубы. В «Кайрате» Агабаев забил большую часть своих голов в казахстанской карьере (45) и до появления африканца Гоу был самым результативным легионером клуба из Алматы. Всего в казахстанских клубах Реджепмурад провёл 172 матча и забил в них 73 гола, что позволило ему войти в бомбардирский клуб (для включения в список необходимо забить не менее 50 голов на высшем уровне).

## Достижения

### Командные
- Чемпион Туркменистана (3): 1996, 1999, 2007
- Обладатель Кубка Туркменистана 1998
- Обладатель Кубка Казахстана (2): 2000, 2001
- Серебряный призёр чемпионата Казахстана 2002
- Бронзовый призёр чемпионата Казахстана 1999

### Личные
- Лучший бомбардир чемпионата Туркменистана (4): 1995 (41 гол), 1996 (28), 1997 (29), 1998
- Лучший бомбардир чемпионата Казахстана 1999 (24 гола)
- Член бомбардирского Клуба Нилтона Мендеса (73 гола)[5].

## Статистика
| Сезон   | Клуб           | Лига        | Чемпионат | Чемпионат |
| Сезон   | Клуб           | Лига        | Игры      | Голы      |
| ------- | -------------- | ----------- | --------- | --------- |
| 1990    | Небитчи        | Вторая лига | 18        | 3         |
| 1991    | Небитчи        | Вторая лига | 44        | 13        |
| 1994    | Ниса           | Высшая лига | ?         | ?         |
| 1995    | Ниса           | Высшая лига | 31        | 41        |
| 1996    | Ниса           | Высшая лига | 28        | 28        |
| 1997/98 | Ниса           | Высшая лига | 28        | 29        |
| 1998/99 | Ниса           | Высшая лига | 16        | 16        |
| 1999    | Кайрат СОПФК   | Высшая лига | 28        | 24        |
| 2000    | Кайрат СОПФК   | Высшая лига | 12        | 5         |
| 2001    | Кайрат         | Высшая лига | 26        | 6         |
| 2002    | Кайрат         | Суперлига   | 10        | 1         |
| 2002    | Атырау         | Суперлига   | 21        | 7         |
| 2003    | Атырау         | Суперлига   | 28        | 14        |
| 2004    | Атырау         | Суперлига   | 5         | 2         |
| 2005    | Есиль-Богатырь | Суперлига   | 11        | 2         |
| 2006    | Ашхабад        | Высшая лига | ?         | ?         |
| 2007    | Ашхабад        | Высшая лига | 12        | 1         |
| 2008    | Ашхабад        | Высшая лига | ?         | ?         |